# Peciu Nou
Peciu Nou (en hongrois : Újpécs, en allemand : Neupetsch ou Ulmbach) est une commune du județ de Timiș en Roumanie.